# William Makepeace Thackeray

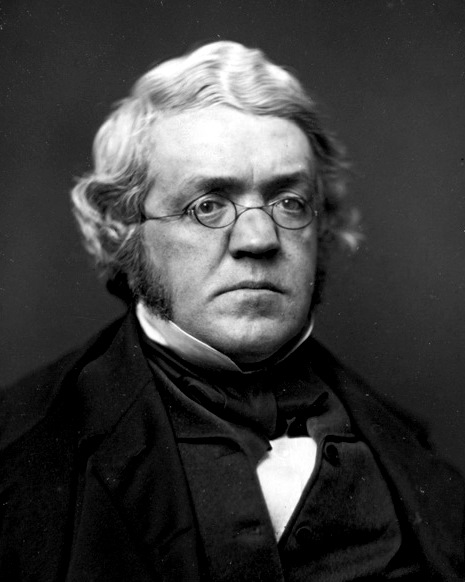
William Makepeace Thackeray −
Daguerreotypie, um 1855

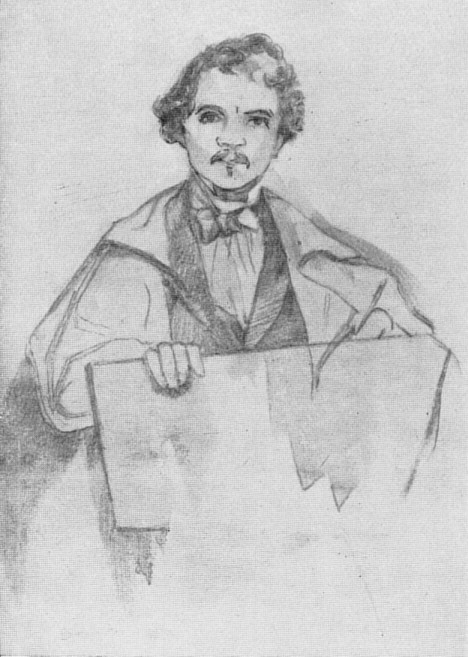
Selbstbildnis

William Makepeace Thackeray (/ˈθækəri/; * 18. Juli 1811 in Kalkutta, Indien; † 24. Dezember 1863 in London) war ein britischer Schriftsteller und gilt neben Charles Dickens und George Eliot als bedeutendster englischsprachiger Romancier des Viktorianischen Zeitalters.

## Leben
Thackeray wurde als einziges Kind des Kolonialbeamten Richmond Thackeray in Indien geboren. Er wurde Halbwaise, als 1815 sein Vater starb. Seine Mutter hieß Anne Becher. Er selbst wiederum war Urenkel von Thomas Thackeray, einem Direktor der Harrow School.
Thackeray wurde 1817 zum Schulbesuch auf Internate nach England geschickt. So lernte er in der Charterhouse School das englische Schulwesen kennen, das er später in der Weihnachtserzählung Doctor Birch and his young friends und in verschiedenen seiner größeren Werke anschaulich schilderte. 1829/30 studiert er am Trinity College in Cambridge, verließ es aber ohne Abschluss und ging nach London. Im Jahr darauf unternahm er eine Reise auf den europäischen Kontinent und besuchte dabei neben Frankreich und Italien auch Deutschland, wo er unter anderen Johann Wolfgang von Goethe in Weimar kennenlernte. 1831/32 studierte er Rechtswissenschaft in London. 1833 verlor er sein geerbtes Vermögen und ging nach Paris, um Kunst zu studieren. 1836 heiratete er in Paris die Irin Isabella Shawe. Aus der Ehe gingen drei Töchter hervor, u. a. Anne Thackeray Ritchie, die selbst Schriftstellerin wurde. 
Im selben Jahr erschien Thackerays erster Artikel in der von seinem Stiefvater begründeten Zeitung „The Constitutional“, einem Blatt von liberaler Ausrichtung, das jedoch schon nach einem Jahr wieder eingestellt wurde. 1837 kehrte er nach London zurück und begann als Journalist zu arbeiten. 1840 erschien sein erstes Buch in England. Thackerays Frau erlitt in diesem Jahr einen Nervenzusammenbruch und landete in einer Heilanstalt. 1844 unternahm er eine Reise ans Mittelmeer und in den Nahen Osten. Das Erscheinen seines literarischen Meisterwerks Vanity Fair (deutsch: Jahrmarkt der Eitelkeit) 1847/48 machte ihn endgültig zu einem angesehenen Autor und verschaffte ihm auch materiellen Wohlstand. Sein hohes soziales Ansehen kam auch in seiner Mitgliedschaft in gleich vier der renommiertesten britischen Clubs zum Ausdruck, nämlich im Athenaeum, im Travellers, im Garrick und im Reform Club.

## Werke
- Memoiren des Mr. C. J. Yellowplush, (The Yellowplush Correspondence) Roman 1837/38
- Catherine. 1839. Deutsch: Catherine. Geschichte eines Verbrechens. Übersetzt von Irene Kruse. Berlin 1990.
- Die Memoiren des Junkers Barry Lyndon, Roman 1844 (Vorlage des Films Barry Lyndon von Stanley Kubrick)
- Jahrmarkt der Eitelkeit, Roman 1847/48 (2004 verfilmt, siehe Vanity Fair (2004) und 2018 unter dem Titel Jahrmarkt der Eitelkeiten als siebenteilige Fernsehserie).
- Die Snobs, Prosaskizzen 1849
  - Neuauflage: Das Buch der Snobs, Manesse Verlag, Zürich 2011 ISBN 978-3-7175-2332-1
- Geschichte von Pendennis, Roman 1849
- Rebecca and Rowena, Roman 1850 (eine Fortsetzung von Scotts Ivanhoe)
- Die vier George. Zeit-, Hof- und Sittenbilder. 1852. Herausgegeben und mit einem Nachwort versehen von Ulrich Klappstein. hohesufer.com, Hannover. ISBN 978-3-941513-33-4
- The History of Henry Esmond Roman 1852. ISBN 0-14-143916-5
  - Die Geschichte des Henry Esmond, Esq., eines Obersten im Dienste Ihrer Majestät Königin Anne, aufgezeichnet von ihm selbst, Berlin: Rütten & Loening, 1985
- The Rose and the Ring, Kinderbuch 1855 ISBN 1-8547-1262-4
- Die Newcomes, Roman 1855
- Die Virginier, Roman 1857–1859
- The Adventures of Philip, Roman 1862 – ISBN 1-4101-0510-5
  - Die Abenteuer des Philip auf seinem Wege durch die Welt, die zeigen, wer ihn beraubte, wer ihm half und wer an ihm vorüberging, 2 Bde., Berlin: Rütten & Loening, 1989, ISBN 3-352-00296-7
- Die Kickleburys am Rhein. Insel-Bücherei 551 (mit Zeichnungen des Verfassers), Insel Verlag, Leipzig 1965